# Palpoctenidia phoenicosoma
Palpoctenidia phoenicosoma är en fjärilsart som beskrevs av Swinhoe 1895. Palpoctenidia phoenicosoma ingår i släktet Palpoctenidia och familjen mätare. Inga underarter finns listade i Catalogue of Life.